# Wieża Bismarcka w Gubinie
Wieża Bismarcka w Gubinie – nieistniejąca już wieża Bismarcka znajdująca się na Wzgórzach Gubińskich.

## Historia
Wieża powstała z inicjatywy właściciela drukarni Alberta Koeniga z Gubina (marzec 1905 r.). Do realizacji wybrano projekt architekta Fritza Beyera z Schönebergu koło Berlina. Wykonanie robót zlecono mistrzowi murarskiemu Brunonowi Schneiderowi z Gubina. 2 września 1908 roku odbyło się uroczyste otwarcie wieży. W 1945 roku w czasie walk o miasto wieżę wysadzono.

## Dane techniczne
- wysokość: 26,7 metrów
- wykonanie: cegła i kamień polny, misa ogniowa na szczycie
- koszt: 49 000 marek